# Прапор Виноградівського району
Пра́пор Виногра́дівського райо́ну — один з офіційних символів Виноградівського району Закарпатської області, затверджений 10 липня 2007 року рішенням сесії Виноградівської районної ради.

## Опис
Прапор району являє собою прямокутне полотнище білого кольору із співвідношенням ширини до довжини в пропорції 2:3. В центрі полотнища розміщено герб району. По периметру прапор обрамлено рівносторонніми кольоровими трикутниками: 15 по довжині та 10 по ширині. Трикутники лівого, нижнього та верхнього країв мають жовтий та блакитний кольори, трикутники правого краю зафарбовані в червоний та зелений кольори.
Жовтий і блакитний кольори символізують українське населення регіону, червоні та зелені — угорське.
Прапор району двосторонній.